# アシュリー・レガット
アシュリー・レガット（Ashley Leggat、1986年9月26日 - ）は、カナダの女優。

## 出演作品
- バケーションwithデレク
- ライフwithデレク
- 彼女は夢見るドラマ・クイーン
- ベールの向こうに